# Gerhard Kugler

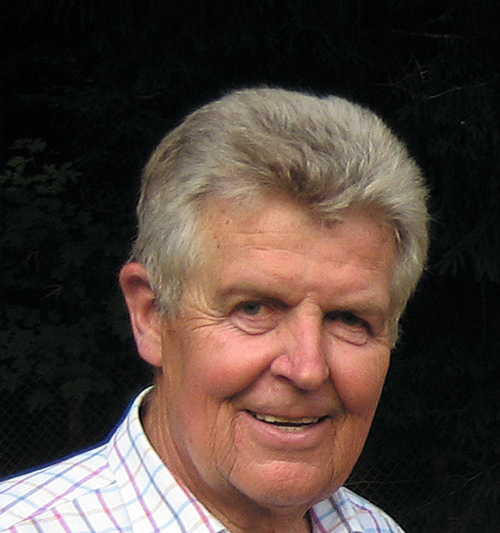
Gerhard Kugler (2007)

Gerhard Kugler (* 4. Mai 1935 in Bodenbach; † 3. November 2009 in Wolfratshausen) war einer der deutschen Pioniere der Luftrettung. Er wurde vor allem bekannt als langjähriger Geschäftsführer der ADAC-Luftrettung, Buchautor und Karikaturist.

## Leistungen
Mehr als 40 Jahre hat Kugler die Geschicke der Notfallhilfe und Luftrettung nicht nur im Automobilklub ADAC, sondern in Deutschland initiiert, gelenkt, gestaltet und für ihre Bekanntheit in aller Welt gesorgt. Mit Engagement hat er die Luftrettung als Teil des ADAC aufgebaut: von 1 bis 22 Luftrettungsstützpunkten des ADAC.

## Leben
Gerhard Kugler wurde im Mai 1935 in Bodenbach (Sudetenland) geboren. Hier faszinierte Kugler schon die „Modellfliegerei“ mit Flugexperimenten auf der „Schäferwand“, hinter seinem Elternhaus. Im Alter von 10 Jahren wurde Kugler 1945 mit seiner Familie vertrieben und kam über ein Auffanglager nach Bernburg (Sachsen-Anhalt). Kugler machte 1954 in Bernburg das Abitur am Carolinum / Karl-Marx-Oberschule. Nach dem Abitur begann er eine Lehre zum Industriekaufmann. Im Jahr 1956 unternahm er die Flucht nach Westdeutschland, kam über ein Auffanglager in West-Berlin und Sandbostel nach Düsseldorf (Arbeit in einer Lackfabrik) und dann nach München. Im Jahr 1976 zog Kugler mit Ehefrau Renate und seinen drei Töchtern nach Geretsried.

## Berufliche Laufbahn beim ADAC
Seit 1957 war Kugler für den ADAC tätig, zuerst als Sachbearbeiter der Verkehrsabteilung „Straßeninformation“, ab dem 1. August 1971 wechselte er in die ADAC-Abteilung für „Verkehrserziehung und -aufklärung (VEA)“ und übernahm die Verantwortung als Abteilungsleiter „Unfallrettung“. 1973 ging Kugler für den ADAC nach Bonn, um den Aufbau des „Verbindungsbüros des Automobilclubs“ in der Bundeshauptstadt zu organisieren. 1974 wurde er Kommissarischer Geschäftsführer des ADAC-Gau Württemberg.
Ab dem Jahr 1977 wandte sich Kugler wieder voll der Verkehrsmedizin und der Luftrettung zu und wurde am 15. Juni 1982 Prokurist und Leiter der Abteilung Luftrettung in der ADAC-Luftrettung. Von 1990 bis zu seinem Ruhestand im Jahr 2000 war Kugler Geschäftsführer der gemeinnützigen ADAC-Luftrettung GmbH.

## Ehrungen

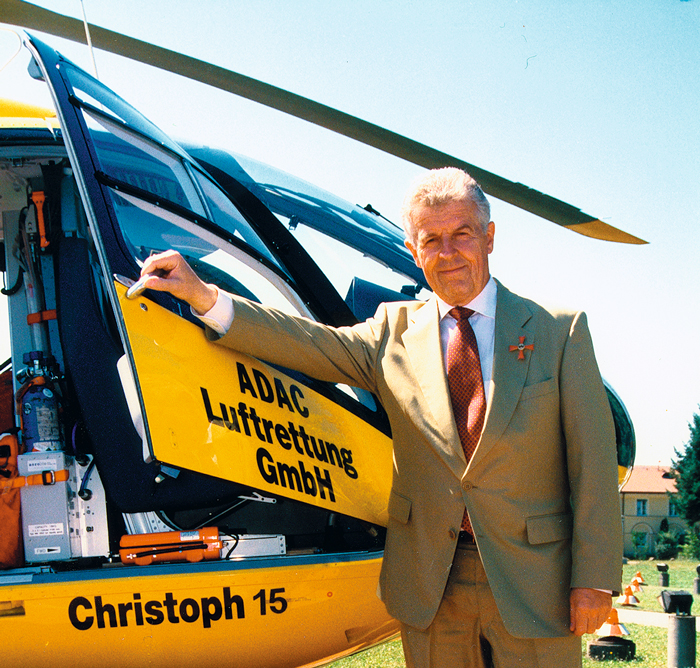
Gerhard Kugler, 1998 in Straubing, Verleihung Bundesverdienstkreuz

- Gerhard Kugler, 1998 in Straubing, Verleihung Bundesverdienstkreuz1998: Bundesverdienstkreuz 1. Klasse (überreicht am 10. August von Bayerns Innenminister Günther Beckstein in Straubing für seine mehr als 30-jährigen Verdienste um die Verbesserung der Unfallrettung).[4]
- 2000: Goldene Ehrennadel der Deutschen Gesellschaft für Unfallchirurgie e. V. (DGU).[5]
- 2001: Max-Lebsche-Medaille, Vereinigung der Bayerischen Chirurgen e. V.[6]

## EHAC
Kugler gründete am 25. Februar 2000 in München das „European HEMS and Air Rescue Committee e. V. (EHAC)“, umbenannt am 21. April 2004 in „European HEMS and Air Ambulance Committee e. V. (EHAC)“ und war bis zum 20. Juni 2005 Präsident des Vereins. Als Gründungs- und später als Ehrenpräsident der EHAC hat Kugler die Interessen der Luftrettung auf nationaler, vor allem aber auf internationaler Ebene vertreten.

## Kugler als Künstler
Kugler entdeckte seine Neigung zum Malen und Zeichnen schon als Schüler am Gymnasium in Bernburg (Saale) beim Karikieren von Lehrern und Mitschülern. Der künstlerische Schwerpunkt von Kugler lag in der Aquarellmalerei mit dem Hauptthema Landschaften. Den Einstieg in das Landschaftsaquarell fand er Mitte der 80er Jahre; eine erste Ausstellung im Jahr 1990 im Alten Rathaus in Bad Tölz ermutigte ihn, sich besonders der Bergmalerei anzunehmen. Aquarell-Mal-Ausflüge sind auch in posthum herausgegebenen Kugler-Kalender-Editionen zu sehen. Obwohl Autodidakt, war Kugler kein Sonntagsmaler, sondern ein ernsthafter Künstler. Mit einer fast traumwandlerischen Leichtigkeit konnte er mit Farbe und Sujet umgehen. Wer einmal seine Bilder sah, war beeindruckt von ihrer Heiterkeit; eine Heiterkeit, die letztlich Teil seiner Persönlichkeit war.
Mit der Herausgabe des Buches ADACOPTER – Auf-Zeichnungen einer Entwicklung (2002) gelang es Kugler, seine Leidenschaft als Protagonist und Pionier der Luftrettung mit künstlerischen Ausdrucksmitteln als Karikaturist in einem heiteren beruflichen Rückblick mit 155 Karikaturen zu verbinden. Seine Memoiren ADACOPTER-2, Erinnerungen waren im Jahr 2009 bis zu seinem Tod fast fertiggestellt und wurden im Jahr 2010 zum 40-jährigen Jubiläum der ADAC-Luftrettung posthum mit 82 Karikaturen veröffentlicht.

## Bo 105
Zum Ruhestand im Jahr 2000 erhielt Kugler von Eurocopter eine restaurierte Zelle der Bo 105 mit dem historischen Luftfahrzeugkennzeichen D-HILF. Er stiftete sie dem Deutschen Museum, wo sie seit Oktober 2006 Teil der Ausstellung „moderne Transportsysteme“ im Verkehrszentrum auf der Theresienhöhe ist.

## Nachrufe
Manuel Struck: Climbing to a Higher Level – a Tribute to Gerhard Kugler, 1935–2009. In: Air Medical Journal. Volume 29, Issue 1, Page 10. Elsevier, Philadelphia 2010.
Ulrich, Schröer: Gerhard Kugler – ein Pionier der Luftrettung verstorben. Copterweb.de, 10. November 2009.

## International Gerhard-Kugler-Air-Rescue-Symposium
Die Claus-Enneker-Stiftung veranstaltete am Samstag, den 9. Mai 2015 im Schloss Höhenried am Starnberger See das Internationale Gerhard Kugler Air Rescue Symposium „Air Rescue past – present – future“ inklusive des wissenschaftlichen Forums „Future challenges in Air Rescue Services“ mit namhaften Referenten aus dem In- und Ausland.

## Werke (Auswahl)
- Der anti-Knigge. Ein Leitfaden für Verkehrssünder und solche, die es werden wollen, von a–z. Vogel Verlag, München 1965.
- Ärztlicher Rat für Urlaub und Reise. Ein Buch für das Handschuhfach. Unter Mitarbeit von Wolfgang Dattler. ADAC-Verlag, München, 1970.
- ADACOPTER, Auf-Zeichnungen einer Entwicklung. Werner Wolfsfellner MedizinVerlag, München 2002, ISBN 978-3-933266-77-4.
- Dr. Airwing S. Eine Hommage an Dr. Erwin Stolpe zum 60. Geburtstag. W. Wolfsfellner MedizinVerlag, München 2006, ISBN 3-933266-78-5.
- Das Wunder von Bern... burg. Erinnerungen zum 50-jährigen Abiturjubiläum 1954–2004, ehemalige Klasse 12 b3. W. Wolfsfellner MedizinVerlag, München 2007, ISBN 978-3-933266-75-0.
- ADACOPTER-2, Erinnerungen. Hrsg. Gerhard Kugler, Werner Wolfsfellner (posthum hrsg.). W. Wolfsfellner MedizinVerlag, München 2010, ISBN 978-3-933266-62-0.

## Publikationen als Herausgeber (Auswahl)
- Gerhard Kugler, Wolfgang Wuthe: Wer hilft wo an der Autobahn. Verzeichnis der Ärzte, Krankenhäuser, Unfallhilfsstellen und Polizeidienststellen im nahen Bereich der Autobahnausfahrten. Allgemeiner Deutscher Automobil-Club e. V., München 1966.
- ADAC e. V.: Der Sanitäter im Luftrettungsdienst. Hinweise für die Zusatzausbildung. Hrsg. ADAC e. V., Hauptabt. Verkehr, Abt. Verkehrsmedizin. ADAC-Schriftenreihe Straßenverkehr, Nr. 22. München 1978.
- ADAC e. V.: Der Arzt im Luftrettungsdienst. Merkblatt über die fachlichen Voraussetzungen mit Hinweisen für die spezielle Einweisung. Hrsg. ADAC e. V., Abt. Verkehrsmedizin. München 1. Aufl. 09/1979. (Bearbeitung Hans Burghart, Bodo Gorgaß).
- Gerhard Kugler, Hans Burghart, Per Krueger, Hans Hennig Atrott: Die Luftrettung. Ergebnisse, Analysen, Entwicklungen; Bericht über den 1. Internationalen Luftrettungskongress vom 16.–19. September 1980 in München = Aeromedical evacuation. In: Allgemeiner Deutscher Automobil-Club. Hauptabteilung Verkehr (Hrsg.): Schriftenreihe Straßenverkehr, 25. ADAC, Hauptabt. Verkehr, München 1981.
- Gerhard Kugler: Luftrettung in Hessen. Tagungsbericht über das ADAC-Fachsymposium am 12. August 1994 in der Berufsgenossenschaftlichen Unfallklinik, Frankfurt am Main. Hrsg. ADAC-Luftrettung GmbH, München. Wolfsfellner MedVlg, München 1995, ISBN 978-3-933266-39-2.
- Gerhard Kugler: Luftrettung – Chance zum Überleben. Kongreßbericht über die AIRMED 1996 vom 11.–14. Juni 1996 in München = Air rescue – chance for survival / ADAC World Congress Aeromedical Service. Hrsg. ADAC-Luftrettung GmbH (München). Wolfsfellner Medizin-Verl., München 1997, ISBN 3-9802271-2-X.

## Veröffentlichungen (Auswahl)
- Gerhard Kugler: Kostenaspekte im Rettungshubschraubereinsatz. In: Internationales Symposium, Möglichkeiten des Helikopters und Flugzeugs im Rettungswesen, The Role of Helicopters and Aeroplanes in Search and Rescue. Hrsg. Prof. Rudolf Frey, Institut für Anaesthesiologie der Universität, Mainz, 3.–5. Oktober 1972. Sammlung Kurzreferate, Programm, S. 6.
- Gerhard Kugler: Die bayerischen Erfahrungen mit der Luftrettung. In: Internationales Symposium, Möglichkeiten des Helikopters und Flugzeugs im Rettungswesen, The Role of Helicopters and Aeroplanes in Search and Rescue. Hrsg. Prof. Rudolf Frey, Institut für Anaesthesiologie der Universität, Mainz, 3.–5. Oktober 1972. Sammlung Kurzreferate, Programm, S. 11.
- Gerhard Kugler: Hubschrauber – aus der Sicht des ADAC. Organisatorische Bedingungen für den Einsatz von Hubschraubern für Katastrophenschutz und Rettungswesen. In: Zivilschutz-Magazin, 07-1974. Bundesverband für den Selbstschutz, Köln 1974, S. 22–25 (download, ca. 23 MB als PDF).
- Gerhard Kugler: Experience with Rescue Helikopters in the Federal Republic of Germany. Vortrag in Los Angeles am 20. Januar 1975. Zitiert in: Martin Frey: Möglichkeiten und Grenzen der Luftrettung von Notfallpatienten. Universität Mainz, Fachbereich Medizin, Dissertation, Mainz 1976, S. 48.
- Gerhard Kugler: The Organization of the Air Rescue Service in the Federal Republic of Germany. In: AGARD Operational Helicopter Aviation Medicine. Edited by Colonel S. C. Knapp, MC, Fort Rucker, Alabama. In: AGARD ADVISORY GROUP FOR AEROSPACE RESEARCH AND DEVELOPMENT (Hrsg.): Papers presented at the Aerospace Medical Panel's Specialists' Meeting held at Fort Rucker, Alabama, USA, 1–5 May 1978. CP-255. Neuilly Sur Seine, France. 1. Dezember 1978, S. 41–45 (englisch, nato.int, download als PDF, ca. 310 MB).
- Gerhard Kugler: Das Netz der zivilen Luftrettung in Deutschland. In: Die Luftrettung. Ergebnisse, Analysen, Entwicklungen; Bericht über den 1. Internationalen Luftrettungskongress vom 16.–19. September 1980 in München = Aeromedical evacuation. In: Allgemeiner Deutscher Automobil-Club, Hauptabteilung Verkehr (Hrsg.): Schriftenreihe Straßenverkehr, 25. ADAC, Hauptabt. Verkehr, München 1981, S. 76–79.
- Gerhard Kugler: Die Kosten des Luftrettungsdienstes. In: Die Luftrettung. Ergebnisse, Analysen, Entwicklungen; Bericht über den 1. Internationalen Luftrettungskongress vom 16.–19. September 1980 in München = Aeromedical evacuation. In: Allgemeiner Deutscher Automobil-Club, Hauptabteilung Verkehr (Hrsg.): Schriftenreihe Straßenverkehr, 25. ADAC, Hauptabt. Verkehr, München 1981, S. 367–369.
- Gerhard Kugler, Peter Hafenbrädl: Stand der Luftrettung in der Bundesrepublik Deutschland (BRD). In: Airmed ’85, 10.–13. September, Zürich. International Aeromedical Evacuation Congress. Hrsg./Eigenverlag Schweizerische Rettungsflugwacht (REGA), G. Hossli, Zürich 1987, S. 6.
- Gerhard Kugler: Effizienz der Luftrettung unter operationellen und ökonomischen Gesichtspunkten. In: Airmed ’85, 10.–13. September, Zürich. International Aeromedical Evacuation Congress. Hrsg./Eigenverlag Schweizerische Rettungsflugwacht (REGA), G. Hossli, Zürich 1987, S. 240–241.
- Gerhard Kugler: Konjunktur für gute Ratschläge. In: Rettungs-Magazin, Jan./Febr. ’97, Ebner Verlag, Ulm 1997, S. 97.
- Gerhard Kugler: Ein weites Feld. EHAC findet zunehmend Interesse auch in Osteuropa, Fernost und USA. In: ADAC Luftrettung. Das Profimagazin. Heft 2, Dezember 2002. ADAC Luftrettung GmbH, München 2002, S. 34.